# Wenn du ein herzig Liebchen hast
Wenn du ein herzig Liebchen hast är en Lied med musik av Johann Strauss den yngre. Den spelades första gången den 14 december 1879 i Musikverein i Wien.

## Historia
Johann Strauss komponerade sången till sin andra hustru Angelica ("Lili") Dittrich (1850-1919) med vilken han hade gift sig 1878. Texten var skriven av August Silberstein (1827-1900) och sången skulle komma att bli Strauss enda äkta, tyska Lied. Melodin och sångtexten publicerades i tidskriften "Volks-Kalendar für das Schalijahr 1880" (Verlag C.Fromme, Vienna), vilken hade grundats av poeten Johann Nepomuk Vogl (1802–66).
Verket framfördes första gången av Eduard Strauss och Capelle Strauss den 14 december 1879 i Gyllene salen i Musikverein, men då i en instrumental version. Den versionen har inte överlevt, inte heller återfinns sången i Eduard Strauss katalog över orkesterns alla konserter. Straussforskaren Fritz Racek (1911-75) rekonstruerade sången 1975, såsom den hade förekommit i "Volks-Kalendar", och dirigenten Christian Pollack använde denna version som bas för sin orkestrering av sången till inspelningen på skivmärket "Marco Polo". 

## Om verket
Speltiden är ca 2 minuter och 59 sekunder plus minus några sekunder beroende på dirigentens musikaliska tolkning.

## Weblänkar
- Wenn du ein herzig Liebchen hast i Naxos-utgåvan.